# دورا زلر
دورا زلر (مجاری: Zeller Dóra؛ زادهٔ ۶ ژانویهٔ ۱۹۹۵) بازیکن فوتبال اهل مجارستان است.
از باشگاه‌هایی که در آن بازی کرده‌است می‌توان به باشگاه فوتبال هوفنهایم (زنان)، باشگاه فوتبال فرنتس‌واروش، و باشگاه فوتبال هوفنهایم اشاره کرد.
وی همچنین در تیم ملی فوتبال زنان مجارستان بازی کرده‌است.